# Riekoperla
Riekoperla is een geslacht van steenvliegen uit de familie Gripopterygidae. De wetenschappelijke naam van het geslacht is voor het eerst geldig gepubliceerd in 1971 door McLellan.

## Soorten
Riekoperla omvat de volgende soorten:
- Riekoperla alpina McLellan, 1971
- Riekoperla angusta Theischinger, 1985
- Riekoperla barringtonensis Theischinger, 1985
- Riekoperla citrea Theischinger, 1985
- Riekoperla compressa Theischinger, 1985
- Riekoperla cornuta Theischinger, 1985
- Riekoperla darlingtoni (Illies, 1968)
- Riekoperla elongata Theischinger, 1985
- Riekoperla hynesorum Theischinger, 1985
- Riekoperla intermedia Theischinger, 1985
- Riekoperla isosceles Theischinger, 1985
- Riekoperla karki McLellan, 1971
- Riekoperla montana Theischinger, 1985
- Riekoperla naso Theischinger, 1981
- Riekoperla occidentalis Hynes & Bunn, 1984
- Riekoperla perkinsi Theischinger, 1985
- Riekoperla pulchra Hynes, 1982
- Riekoperla reticulata (Kimmins, 1951)
- Riekoperla rugosa (Kimmins, 1951)
- Riekoperla serrata Theischinger, 1985
- Riekoperla tillyardi McLellan, 1971
- Riekoperla trapeza Theischinger, 1985
- Riekoperla triloba McLellan, 1971
- Riekoperla tuberculata McLellan, 1971
- Riekoperla williamsi McLellan, 1971
- Riekoperla zwicki Theischinger, 1985